# 横浜市立大学
横浜市立大学（よこはましりつだいがく、英語: Yokohama City University）は、神奈川県横浜市金沢区瀬戸22番2号に本部を置く日本の公立大学。1882年創立、1949年大学設置。大学の略称は横市（よこいち）、市大（しだい）、浜大（はまだい）、YCU。文理にまたがる学部や大学院研究科、附属病院を擁する総合大学であり、横浜市役所が設立した公立大学法人横浜市立大学により運営されている。

## 概観

### 大学全体
横浜市立大学は、横浜市立横浜商業学校（現：横浜商業高等学校）の専修科を母体として、1928年（昭和3年）に横浜市立横浜商業専門学校（Y専）として創設された。その後、横浜市立経済専門学校（旧制）と改称し、横浜医科大学 (旧制)と合併して、太平洋戦争後の1949年（昭和24年）、学制改革に伴い新制大学として誕生した。
現在の校名は、学制改革による大学昇格時に決定した名称である。官立の新制大学（前身は、旧制横浜経済専門学校・旧制横浜工業専門学校・神奈川師範学校・神奈川青年師範学校）、横浜市立の新制大学（前身は、旧制横浜市立経済専門学校・旧制横浜医科大学）、旧制横浜専門学校の3校がともに「横浜大学」を名称として申請したため、協議を行うこととなった。その結果、各校がともに譲歩し「横浜大学」の名を使用しないことを決定した。その際、官立の新制大学は「横浜国立大学」、横浜市立の新制大学は「横浜市立大学」、旧制横浜専門学校は「神奈川大学」を使用することとされ、現在の大学名が決定された。
東京都立大学と共に首都圏を代表する公立大学である。

### 教育および研究
国際的に通用する人材を育てることを目標とし、英語教育を重視している。3年次（医学部は2年次）に進級するにはTOEFL ITP500点以上の成績がなければならない。英語教育は週3日の履修が必須となっている。2016年1月25日（現地時間）、英国の教育専門誌である『Times Higher Education』（THE）が発表した「The world’s best small universities 2016」（学生数が5,000人未満の大学ランキング）において、世界16位（日本国内2位）にランクインしている。

## 沿革

### 年表
- 1871年（明治4年）：仮病院設立。
- 1872年（明治5年）：横浜中病院開院（その後、移転）。横浜共立病院開院。
- 1874年（明治7年）：横浜共立病院を十全病院（現・横浜市立大学附属市民総合医療センター）と改称。
- 1882年（明治15年）：商学部の起源となる横浜商法学校設立。
- 1888年（明治21年）：横浜商法学校を横浜商業学校と改称。
- 1892年（明治25年）：横浜商業学校が町立となる。Y帽章が制定され、Y校の通称が生じる。
- 1898年（明治31年）：横浜市立十全看護婦養成所設立。
- 1917年（大正6年）：横浜市に移管され、校名を横浜市立横浜商業学校と変更。
- 1928年（昭和3年）：横浜市立横浜商業学校の専修科を母体として横浜市立横浜商業専門学校（通称・Y専）開校。
- 1944年（昭和19年）
  - 横浜市立横浜商業専門学校を横浜市立経済専門学校に改称。
  - 横浜市立医学専門学校開校。
  - 横浜市立医学専門学校附属十全病院開院。
- 1947年（昭和22年）：横浜市立医学専門学校が旧制大学に昇格し、横浜医科大学となる。
- 1949年（昭和24年）：学制改革により新制大学の横浜市立大学が開学。商学部を設置。
- 1952年（昭和27年）：横浜医科大学と横浜市立大学が統合し、横浜市立大学となる（医学部と文理学部を設置）。
- 1955年（昭和30年）：医学部進学課程を設置。
- 1961年（昭和36年）：大学院医学研究科 (博士課程) を設置。
- 1963年（昭和38年） 
  - 教養部を設置。
  - 国鉄鶴見事故で三枝博音学長が死去、大学葬が執り行われた。
- 1966年（昭和41年）：市立高等看護学校、市立准看護学校が開校。
- 1970年（昭和45年）：商学部を母体に大学院経営学研究科 (修士課程)、大学院経済学研究科 (修士課程) を設置。
- 1971年（昭和46年）：市立高等看護学校と市立准看護学校を再編し、医学部附属高等看護学校に改称。
- 1987年（昭和62年）：福浦キャンパス設置。
- 1989年（平成元年）：大学院総合理学研究科 (修士課程) を設置。
- 1991年（平成3年）：
  - 福浦に横浜市立大学附属病院を開設。
  - 大学院経営学研究科に博士後期課程を設置。
  - 大学院総合理学研究科に博士後期課程を設置。
- 1993年（平成5年）：大学院国際文化研究科 (修士課程) を設置
- 1995年（平成7年） 
  - 文理学部を改組し、国際文化学部と理学部を設置。
  - 看護短期大学部を設置。
- 1996年（平成8年）：大学院国際文化研究科に博士後期課程を設置。
- 1997年（平成9年）
  - 大学院経済学研究科に博士後期課程を設置。
  - 医学部附属高等看護学校廃止。
- 1998年（平成10年）：大学院医学研究科医科学専攻 (修士課程) を設置。
- 2001年（平成13年） 
  - 連携大学院として総合理学研究科に生体超分子システム科学専攻（博士後期課程）を設置。
  - 鶴見キャンパスを設置。
- 2003年（平成15年）：大学院の医学研究科 (博士課程) を再編。
- 2005年（平成17年） 
  - 公立大学法人横浜市立大学が発足。
  - 商学部、国際文化学部、理学部の3学部を統合し国際総合科学部を設置。
  - 看護短期大学部を募集停止し、医学部に統合し、医学部看護学科を設置。
  - 大学院の経営学研究科、経済学研究科、総合理学研究科、国際文化研究科を統合し、国際総合科学研究科を設置。
  - 教養部を廃止。
- 2009年（平成21年）：大学院国際総合科学研究科を再編し、都市社会文化研究科、国際マネジメント研究科、生命ナノシステム科学研究科を設置。
- 2010年（平成22年）：大学院医学研究科看護学専攻 (修士課程) 設置。
- 2013年（平成25年）：大学院に生命医科学研究科を設置。
- 2018年（平成30年）：データサイエンス学部、大学院医学研究科看護学専攻 (博士後期課程) 設置。
- 2019年（平成31年）：国際総合科学部を再編し、国際教養学部、国際商学部、理学部を設置。
- 2020年（令和2年）：横浜ランドマークタワー内の産学連携施設「NANA Lv」に「みなとみらいサテライトキャンパス」開設[9]。

※横浜市立大学・Y専・Y校の同窓会である社団法人進交会の沿革も参照のこと。

## 基礎データ

### 所在地
- 金沢八景キャンパス（神奈川県横浜市金沢区瀬戸22-2）
- 福浦キャンパス（神奈川県横浜市金沢区福浦3-9）
- 鶴見キャンパス（神奈川県横浜市鶴見区末広町1-7-29）
- 舞岡キャンパス（神奈川県横浜市戸塚区舞岡町641-12）

### 象徴
- 校歌は、西条八十作詞、古関裕而作曲である。歌詞は大学公式サイト内に掲載されている。
- シンボルマークは英略称"YCU"の3文字を組み合わせたものであり、2005年4月の公立大学法人移行を機に制定された。
- 公式マスコット・キャラクターとして、創立80周年記念特別企画として2008年（平成20年）に大学のイチョウ並木をモチーフにした「ヨッチー」が策定されており、各種グッズ販売などが行われていて、公式サイトも存在する[11]。

## 教育および研究

### 組織

#### 学部
2019年度（令和元年度）以降の学部構成は以下の通り
- 国際教養学部 (授与学位: 学士 (学術))
  - 国際教養学科
- 国際商学部 (授与学位: 学士 (経営学), 学士 (経済学))
  - 国際商学科
- 理学部  (授与学位: 学士 (理学))
  - 理学科
- データサイエンス学部 (授与学位: 学士 (データサイエンス))
  - データサイエンス学科
- 医学部(授与学位: 学士 (医学), 学士 (看護学))
  - 医学科[注 3]（6年制）
  - 看護学科

2018年度（平成30年度）まで
- 国際総合科学部 国際総合科学科[注 4]
- 2012 - 2018年度の学系の構成

- 国際教養学系 (授与学位: 学士 (国際教養学))
  - 人間科学コース
  - 社会関係論コース
  - 国際文化コース

- 国際都市学系 (授与学位：学士 (学術))
  - まちづくりコース
  - 地域政策コース
  - グローバル協力コース

- 経営科学系 (授与学位: 学士 (経営学), 学士 (会計学), 学士 (経済学))
  - 経営学コース
  - 会計学コース
  - 経済学コース

- 理学系 (授与学位: 学士 (理学))
  - 物質科学コース
  - 生命環境コース
  - 生命医科学コース

- 2005 - 2011年度（平成17 - 23年度）の学系の構成

- 国際教養学系 (授与学位: 学士 (国際教養学))
  - 人間科学コース
  - 国際文化創造コース

- 理学系 (授与学位: 学士 (理学))
  - 基盤科学コース
  - 環境生命コース

- 経営科学系 (授与学位: 学士 (経済学), 学士 (経営学), 学士 (会計学))
  - 政策経営コース(授与学位: 学士(経済学))
  - 国際経営コース(授与学位: 学士 (経営学), 学士 (会計学))

- 融合領域 (授与学位: 学士 (学術), 学士 (経営学))
  - ヨコハマ起業戦略コース

#### 研究科
- 2020年度（令和2年度）より
  - 都市社会文化研究科 (授与学位: 修士 (学術), 博士 (学術))
    - 都市社会文化専攻（博士前期課程・博士後期課程）

  - 国際マネジメント研究科 (授与学位: 修士 (経営学), 修士 (経済学), 博士 (経営学), 博士 (経済学))
    - 国際マネジメント専攻（博士前期課程・博士後期課程）

  - 生命ナノシステム科学研究科 (授与学位: 修士 (理学), 博士 (理学))
    - 物質システム科学専攻[注 5]（博士前期課程・博士後期課程）
    - 生命環境システム科学専攻[注 6]（博士前期課程・博士後期課程）

  - 生命医科学研究科 (授与学位: 修士 (理学)、博士 (理学))
    - 生命医科学専攻[注 7]（博士前期課程・博士後期課程）

  - データサイエンス研究科(授与学位: 修士(データサイエンス), 修士(ヘルスデータサイエンス), 博士(データサイエンス), 博士(ヘルスデータサイエンス))
    - データサイエンス専攻(博士前期課程・博士後期課程)
    - ヘルスデータサイエンス専攻(博士前期課程・博士後期課程) ※HSD専攻博士後期課程は2025年度(令和7年度)から設置

  - 医学研究科 (授与学位: 修士 (医科学)、修士 (看護学)、博士 (医学)、博士(看護学))
    - 医科学専攻（修士課程・博士課程）
      - 修士課程のコース[13]
        - 医科学研究コース
        - 放射線治療技術コース

      - 博士課程のコース[13]
        - 医科学研究コース
        - 先端的がん治療専門医療人養成コース
        - 薬物療法専門医コース
        - 放射線治療専門医コース
        - 緩和ケア専門医コース

    - 看護学専攻[注 8]（修士課程）

- 1961年（昭和36年） - 
  - 医学研究科（博士課程）
    - 生理系専攻
    - 病理系専攻
    - 内科系専攻
    - 外科系専攻
    - 社会医学系専攻
- 1970年（昭和45年） - 
  - 医学研究科（博士課程）
    - 生理系専攻
    - 病理系専攻
    - 内科系専攻
    - 外科系専攻
    - 社会医学系専攻

  - 経営学研究科（修士課程）
  - 経済学研究科（修士課程）
- 1989年（平成元年） - 
  - 医学研究科（博士課程）
    - 生理系専攻
    - 病理系専攻
    - 内科系専攻
    - 外科系専攻
    - 社会医学系専攻

  - 経営学研究科（修士課程・博士後期課程）
  - 経済学研究科（修士課程）
  - 総合理学研究科（修士課程）
- 1991年（平成3年） - 
  - 医学研究科（博士課程）
    - 生理系専攻
    - 病理系専攻
    - 内科系専攻
    - 外科系専攻
    - 社会医学系専攻

  - 経営学研究科（修士課程・博士後期課程）
  - 経済学研究科（修士課程）
  - 総合理学研究科（修士課程・博士後期課程）
- 1993年（平成5年） - 
  - 医学研究科（博士課程）
    - 生理系専攻
    - 病理系専攻
    - 内科系専攻
    - 外科系専攻
    - 社会医学系専攻

  - 経営学研究科（修士課程・博士後期課程）
  - 経済学研究科（修士課程）
  - 総合理学研究科（修士課程・博士後期課程）
  - 国際文化研究科（修士課程）
- 1996年（平成8年） - 
  - 医学研究科（博士課程）
    - 生理系専攻
    - 病理系専攻
    - 内科系専攻
    - 外科系専攻
    - 社会医学系専攻

  - 経営学研究科（修士課程・博士後期課程）
  - 経済学研究科（修士課程）
  - 総合理学研究科（修士課程・博士後期課程）
  - 国際文化研究科（修士課程・博士後期課程）
- 1997年（平成9年） - 
  - 医学研究科（博士課程）
    - 生理系専攻
    - 病理系専攻
    - 内科系専攻
    - 外科系専攻
    - 社会医学系専攻

  - 経営学研究科（修士課程・博士後期課程）
  - 経済学研究科（修士課程・博士後期課程）
  - 総合理学研究科（修士課程・博士後期課程）
  - 国際文化研究科（修士課程・博士後期課程）
- 1998年（平成10年）
  - 医学研究科
    - 医科学専攻（修士課程）
    - 生理系専攻（博士課程）
    - 病理系専攻（博士課程）
    - 内科系専攻（博士課程）
    - 外科系専攻（博士課程）
    - 社会医学系専攻（博士課程）

  - 経営学研究科（修士課程・博士後期課程）
  - 経済学研究科（修士課程・博士後期課程）
  - 総合理学研究科（修士課程・博士後期課程）
  - 国際文化研究科（修士課程・博士後期課程）
- 2001年（平成13年）
  - 総合理学研究科（連携大学院）に生体超分子システム科学専攻博士後期課程を増設
- 2003年（平成15年）
  - 医学研究科博士課程を再編し、以下の専攻・課程を設置
    - 生命分子情報医科学専攻（博士課程）
    - 生体機能医科学専攻（博士課程）
    - 生体システム医科学専攻（博士課程）
- 2005年（平成17年）
  - 経営学、経済学、理学、国際文化研究科を統合し、国際総合科学研究科を設置（専攻・課程は以下を参照）
  - 国際総合科学研究科

- 国際文化研究専攻（博士前期課程・博士後期課程）
- 経営科学専攻（博士前期課程・博士後期課程）
- 理学専攻（博士前期課程）
- ナノ科学専攻（博士後期課程）
- バイオ科学専攻（博士後期課程）
- 生体超分子科学専攻（博士前期課程・博士後期課程）

- 2009年度（平成21年度）より（国際総合科学研究科の学生募集停止により、都市社会文化、国際マネジメント、生命ナノシステム科学研究科を設置）
  - 都市社会文化研究科
    - 都市社会文化専攻（博士前期課程・博士後期課程）

  - 国際マネジメント研究科
    - 国際マネジメント専攻（博士前期課程・博士後期課程）

  - 生命ナノシステム科学研究科
    - ナノシステム科学専攻（博士前期課程・博士後期課程）
    - 生体超分子システム科学専攻（博士前期課程・博士後期課程）
    - ゲノムシステム科学専攻（博士前期課程・博士後期課程）

  - 医学研究科
    - 医科学専攻（修士課程）
    - 生命分子情報医科学専攻（博士課程）
    - 生体機能医科学専攻（博士課程）
    - 生体システム医科学専攻（博士課程）
- 2010年度（平成22年度）より
  - 都市社会文化研究科
    - 都市社会文化専攻（博士前期課程・博士後期課程）

  - 国際マネジメント研究科
    - 国際マネジメント専攻（博士前期課程・博士後期課程）

  - 生命ナノシステム科学研究科
    - ナノシステム科学専攻（博士前期課程・博士後期課程）
    - 生体超分子システム科学専攻（博士前期課程・博士後期課程）
    - ゲノムシステム科学専攻（博士前期課程・博士後期課程）

  - 医学研究科
    - 医科学専攻（修士課程・博士課程）
    - 看護学専攻（修士課程）

  - 2013年度（平成15年度）より
    - 都市社会文化研究科 (授与学位: 修士 (学術), 博士 (学術))
      - 都市社会文化専攻（博士前期課程・博士後期課程）

    - 国際マネジメント研究科 (授与学位: 修士 (経営学), 修士 (経済学), 博士 (経営学), 博士 (経済学))
      - 国際マネジメント専攻（博士前期課程・博士後期課程）

    - 生命ナノシステム科学研究科 (授与学位: 修士 (理学), 博士 (理学))
      - 物質システム科学専攻[注 9]（博士前期課程・博士後期課程）
      - 生命環境システム科学専攻[注 10]（博士前期課程・博士後期課程）

    - 生命医科学研究科 (授与学位: 修士 (理学)、博士 (理学))
      - 生命医科学専攻[注 11]（博士前期課程・博士後期課程）

    - 医学研究科 (授与学位: 修士 (医科学)、修士 (看護学)、博士 (医学)、博士(看護学))
      - 医科学専攻（修士課程・博士課程）
        - 修士課程のコース[13]
          - 医科学研究コース
          - 放射線治療技術コース

        - 博士課程のコース[13]
          - 医科学研究コース
          - 先端的がん治療専門医療人養成コース
          - 薬物療法専門医コース
          - 放射線治療専門医コース
          - 緩和ケア専門医コース

      - 看護学専攻[注 12]（修士課程）

#### 附属機関
- 木原生物学研究所
- 学術情報センター[注 13]
- 先端医科学研究センター
- 附属病院
- 附属市民総合医療センター
- 学術院[注 14]
  - 国際総合科学群
  - 医学群

### 研究

#### 21世紀COEプログラム
21世紀COEプログラムとして、1件のプロジェクトが採択されている。
- 2003年（平成15年）
医学系
細胞極性システム研究に基づく未来医療創成（からだの形づくりの仕組みの解明から病気の克服へ）

### 教育
- 現代的教育ニーズ取組支援プログラム
  - 学生が作る地域の子ども健康プロジェクト-医学生と看護学生による取り組み-
- 特色ある大学教育支援プログラム
  - 実践的な医療安全教育

## 学生生活

### 課外活動
多くの活動団体は、金沢八景キャンパスおよび福浦キャンパスに別個に設置されており、運営組織も独立している。
金沢八景キャンパスでは、学生自治会中央委員会を頂点としており、その下に文化部連合会、運動部連合会、浜大祭実行委員会、生協学生委員会Warpがあり、文化部・運動部はそれぞれの連合会に所属する。
福浦キャンパスでは、医学部碧水会を頂点としており、その下に医学部運動部連合会、医学部文化部連合会、医学祭実行委員会、医学部新聞会、医学科学生会、看護学科学生会がある。

#### 金沢八景キャンパス部活動
2012年2月時点、文化部は40部、運動部は34部が登録されている。
運動部では、東京都の公立大学である東京都立大学との定期戦が毎年6月に行われており、2013年大会で32回の開催を数える。

#### 福浦キャンパス部活動
2012年2月時点、文化部は15部、運動部は18部が登録されている。

### 大学祭
大学祭も、両キャンパスで別個に開催されている。
金沢八景キャンパスでは浜大祭が、おおむね11月第1週の週末に3日間の日程で開催されている。
福浦キャンパスではYokohama Medical Festivalが、浜大祭の翌週に2日間の日程で開催されている。

### スポーツ
- 硬式野球部 - 金沢八景キャンパス内の硬式野球部になる。神奈川大学野球連盟に属し、リーグ戦優勝は通算13回を数える古豪。全日本大学野球選手権大会ベスト4が2回、日本学生野球協会結成記念野球大会（大学の部）で準優勝1回（1963年）の実績がある。また、前身母体の横浜商業専門学校（Y専）時代の1934年（昭和9年）から、横浜専門学校（現：神奈川大学）と定期戦を実施していた。

## 施設

### キャンパス

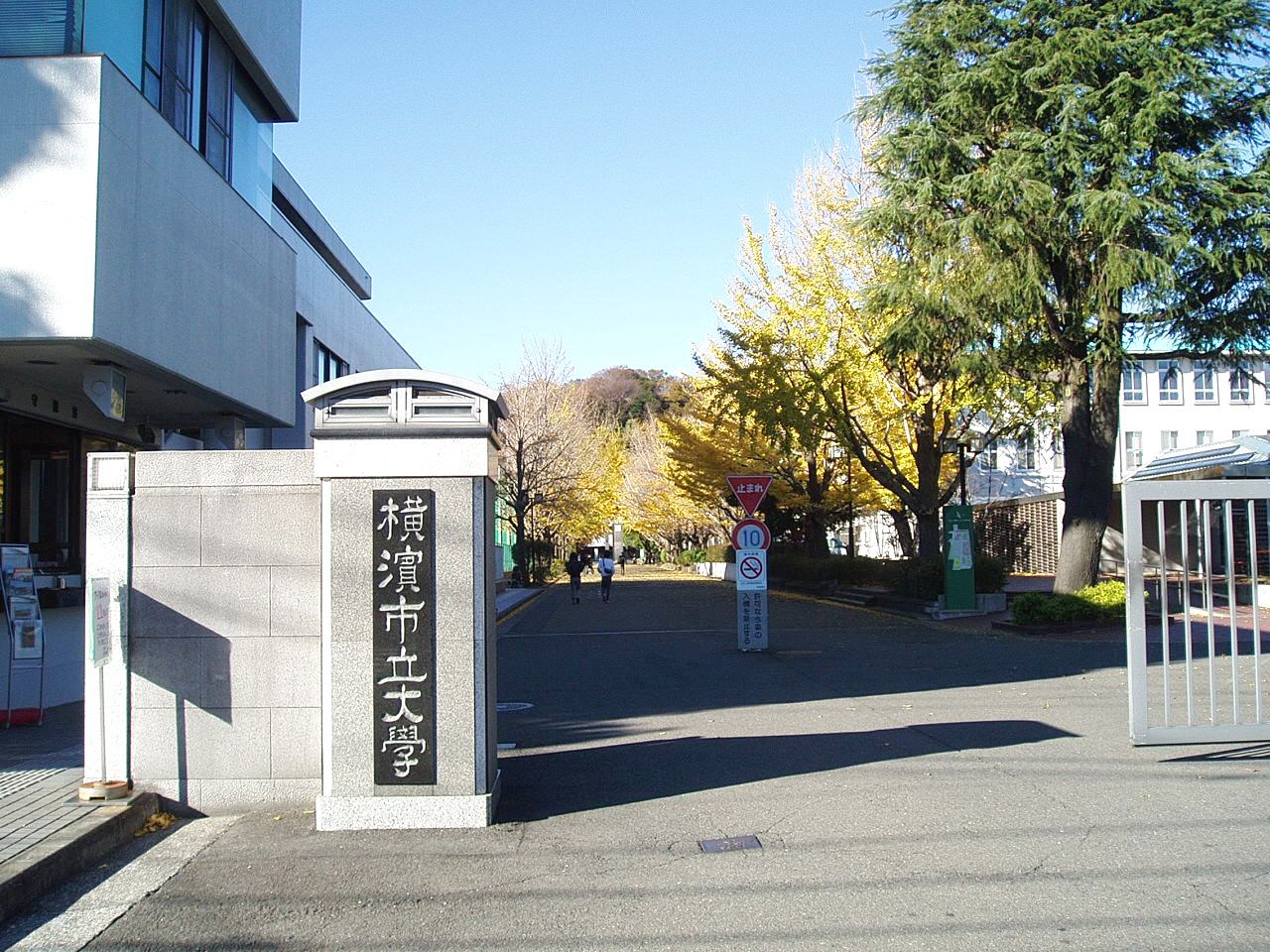
金沢八景キャンパス

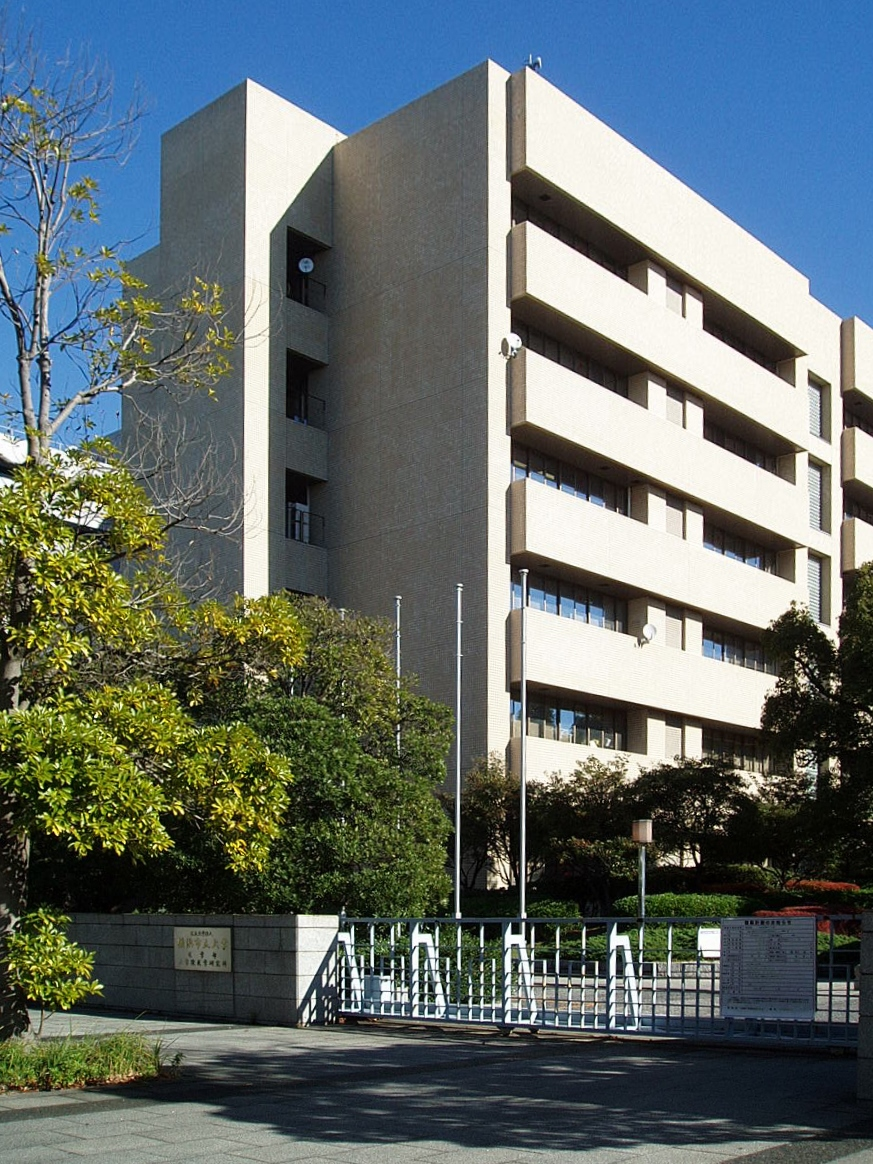
福浦キャンパス

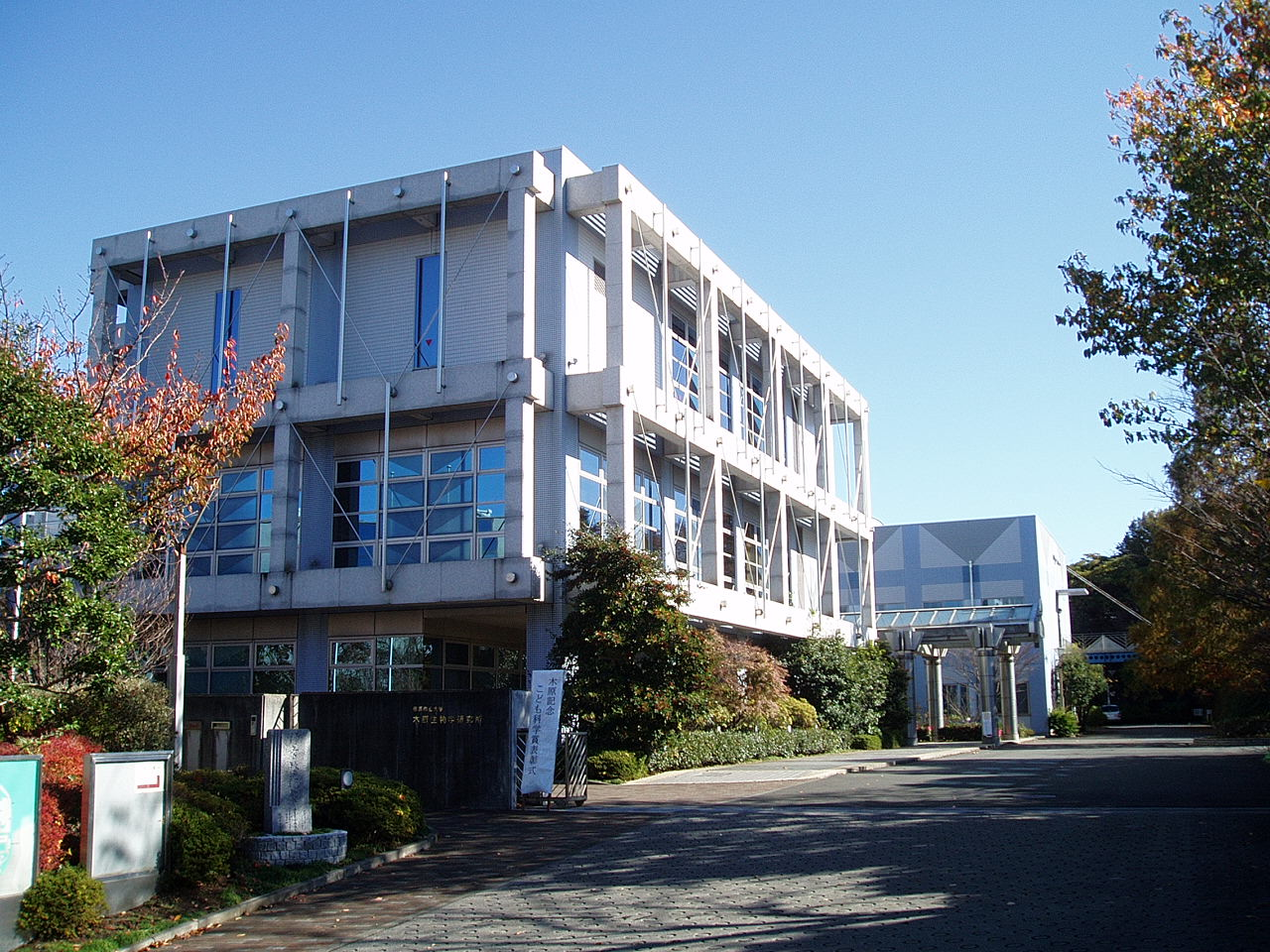
舞岡キャンパス

#### 金沢八景キャンパス
- 使用学部：国際教養学部、国際商学部、理学部、データサイエンス学部、医学部（1年次）、国際総合科学部
- 使用研究科：大学院都市社会文化研究科、大学院国際マネジメント研究科、大学院生命ナノシステム科学研究科、大学院データサイエンス研究科
- 使用附属施設：学術情報センター
- 交通アクセス：京急本線・金沢シーサイドライン金沢八景駅より徒歩5分。
- 旧称：瀬戸キャンパス[15]

#### 福浦キャンパス
- 使用学部：医学部
- 使用研究科：大学院医学研究科

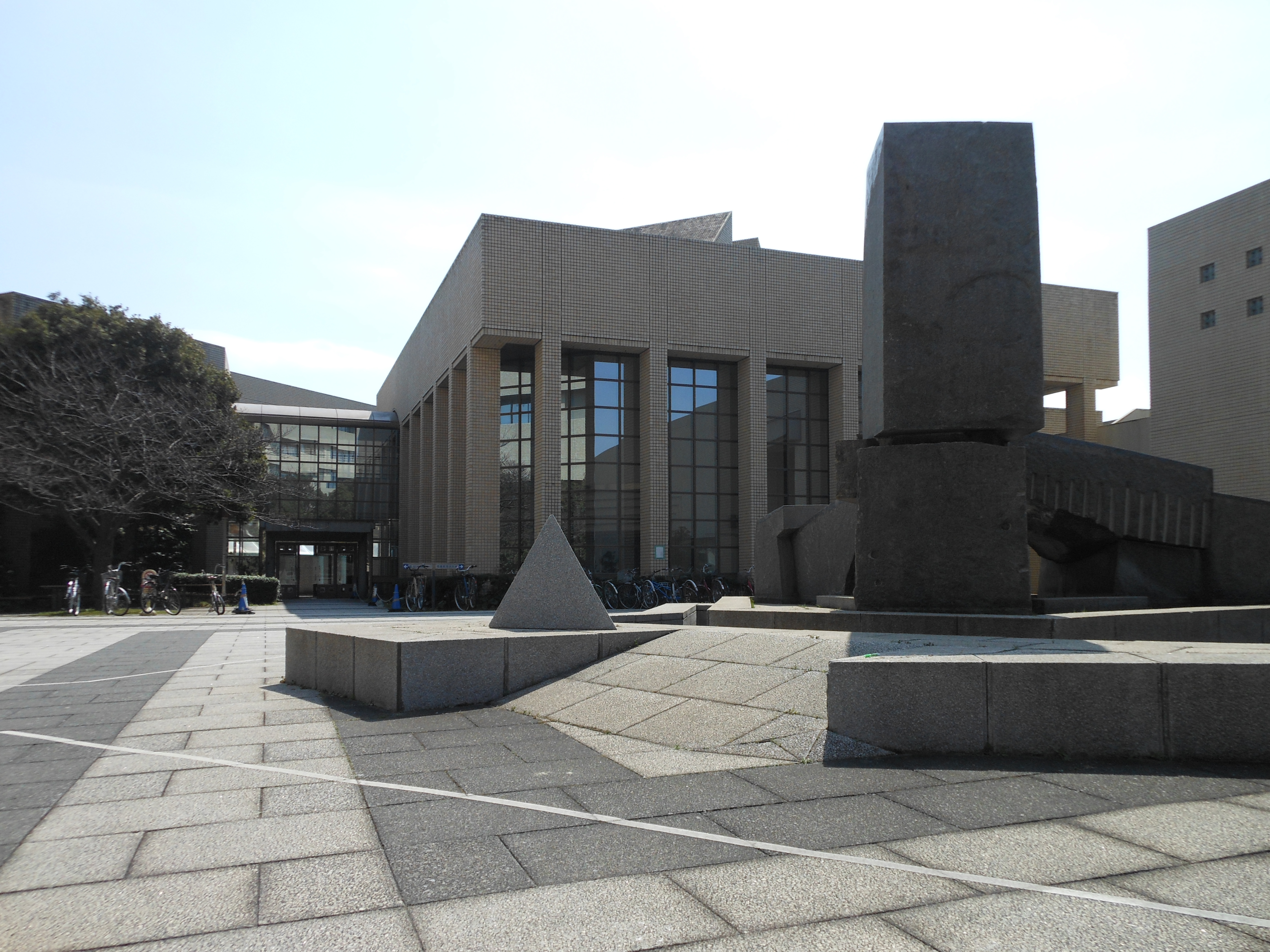
ヘボンホール

- 使用附属施設：先端医科学研究センター、医学情報センター、横浜市立大学附属病院
- 交通アクセス：JR東日本根岸線新杉田駅、京急本線金沢八景駅より金沢シーサイドラインに乗り換え市大医学部駅より徒歩3分。

なお時期は未定ながら、米軍から根岸住宅地区の返還を受けた跡地に新築移転する構想がある。

#### 鶴見キャンパス
- 使用学部：理学部
- 使用研究科：大学院生命医科学研究科
- 使用附属施設：なし
- 交通アクセス：JR京浜東北線鶴見駅、京急本線京急鶴見駅より川崎鶴見臨港バス利用、またはJR鶴見線鶴見小野駅より徒歩15分。

#### 舞岡キャンパス
- 使用学部：理学部
- 使用研究科：大学院生命ナノシステム科学研究科（生命環境システム科学専攻）
- 使用附属施設：木原生物学研究所
- 交通アクセス：横浜市営地下鉄ブルーライン舞岡駅より徒歩10分。

#### みなとみらいキャンパス
- 使用研究科：大学院国際マネジメント研究科、大学院データサイエンス研究科

## 社会との関わり

### 産学官連携
日本電気（NEC）
データサイエンス分野での産学連携協定を2020年（令和2年）1月に締結。
公益社団法人神奈川県観光協会（かながわDMO）
観光データの分析で連携協定を締結。
京急グループ
公立大学法人で初めて、授業料等の納付にクレジットカード払の取扱と京急グループポイントサービスの加盟取扱を開始した。大学と京浜急行電鉄株式会社、株式会社ディーシーカード（現：三菱UFJニコス）の三社で、2007年（平成19年）4月から「横浜市立大学・京急カード」を発行を開始した。横浜市立大学は、公立大学法人化にあわせ、学生サービスの向上、経営効率の改善、新たな財源の確保等の実現に向けて様々な改革を行っており、このカード発行も法人化のメリットを生かした物。
このカードの特徴は、
- クレジットカードの年会費が永年無料。
- カードにて横浜市大の学費を納付する場合、最大6,000円の割引。

また「横浜市立大学・京急カード」のみ以下の特典も付与される。
- カード所有者は、大学から直接シンボルマークグッズを購入する場合、10%割引。
- 横浜市立大学が運営しているエクステンション講座の受講料を300円割引。

発行対象者は、18歳以上の学生本人とその保護者、教職員本人とその家族、卒業生が対象。なお、現在新規発行はされておらず、カードによる授業料引き落としも2011年（平成13年）後期を最後に終了している。

## 企業からの評価

### 出世力
ビジネス誌『週刊ダイヤモンド』2006年9月23日（94巻36号・通巻4147号）「出世できる大学」特集で、日本の全上場企業3,800社余の代表取締役を全調査）において、同大学は、同年時点で存在した744大学中第25位にランキングされた。

## 不祥事

### 2014年6月個人情報漏えい
2014年（平成26年）6月9日、学務・教務課職員が日本学生支援機構奨学金の申請者181名に対して奨学金審査に関する情報をメール配信した。その際、本来添付すべきファイル（学籍番号のみ記載）とは異なるファイルを添付して送信した。該当のファイルには奨学金が支給される172名分の氏名、生年月日、口座番号や奨学金支給額等の個人情報が含まれていた。大学は、メールを受信した181名の学生の保証人に対し、お詫びと経緯説明のための電話連絡をした。